# Bethlen-kastély (Bonyha)
A bonyhai Bethlen-kastély Erdélyben, Marosvásárhely közelében, a Kis-Küküllő folyó bal partján helyezkedik el. A birtok a 15. század végén a Bánffyaktól örökösödés útján átkerült a Bethlen család tulajdonába. Eredetileg két kastély állt a birtokon, a későbbit Bethlen János építtette 1675-ben, de ezt a család a két világháború között elbontatta, így nem maradt meg.
A kastély építését Bethlen Farkas (1505–1552) kezdte meg 1545-ben, majd a 17. század végén Bethlen Elek átalakíttatta, később, a 18. század végén a barokk stílusnak megfelelő díszítést kapott, majd a 19. század közepe táján elnyerte mai alakját.
A kastélyban született 1700. november 25-én Árva Bethlen Kata, aki tragikus sorsáról önéletírásában számolt be.
Bethlen Elek (1688–1724) a Rákóczi-szabadságharc idején a fejedelem mellett állt, és követte is őt Lengyelországba, de még 1711-ben kegyelmet kapott, így visszatért birtokára, ahol szembesült a háború pusztításával. Az általa készített leltárból kiderül, hogy a kastélyt erős kőfal vette körül, négy toronnyal a sarkokon, valamint egy kaputoronnyal a déli oldalon. Bethlen megerősíttette a falakat, a fia pedig díszíttette őket.
A 19. század közepi átépítés az 1848–49-es forradalom és szabadságharcban részt vevő Bethlen Farkashoz (1813–1870) köthető. Őt a szabadságharc leverése után perbe fogták, amelynek lezárultával visszavonult bonyhai birtokára. Nekikezdett a kastély felújításának. Három fennmaradt számla tanúsága szerint gyümölcsfákat, később pedig berendezési tárgyakat is vásárolt. A kastélyt valószínűleg már 1854 folyamán berendezték. Az ő keze által jött létre a máig fennmaradt épület. A háromszintes kastély délre néz, 42 helyisége van. Nyújtott téglalap alakú, külső alakja leginkább a félköríves romantika stílusába sorolható.
1948-ban a kastélyt államosították, és közintézmények működtek benne. Az épület a romániai műemlékek jegyzékében az MS-II-m-A-15598 sorszámon szerepel.
2023 októberében a magyar állam kétmilliárd forintos adományából felújított kastélyt, a restitúció során ismét birtokosává vált, Nyugatra száműzött gróf Bethlen Júlia az Erdélyi Református Egyház Nőszövetségének használatába adta.